# Acrotona luteola
Acrotona luteola är en skalbaggsart som först beskrevs av Wilhelm Ferdinand Erichson 1839.  Acrotona luteola ingår i släktet Acrotona och familjen kortvingar. Inga underarter finns listade i Catalogue of Life.